# Kaiserstraße 8, 9 (Quedlinburg)

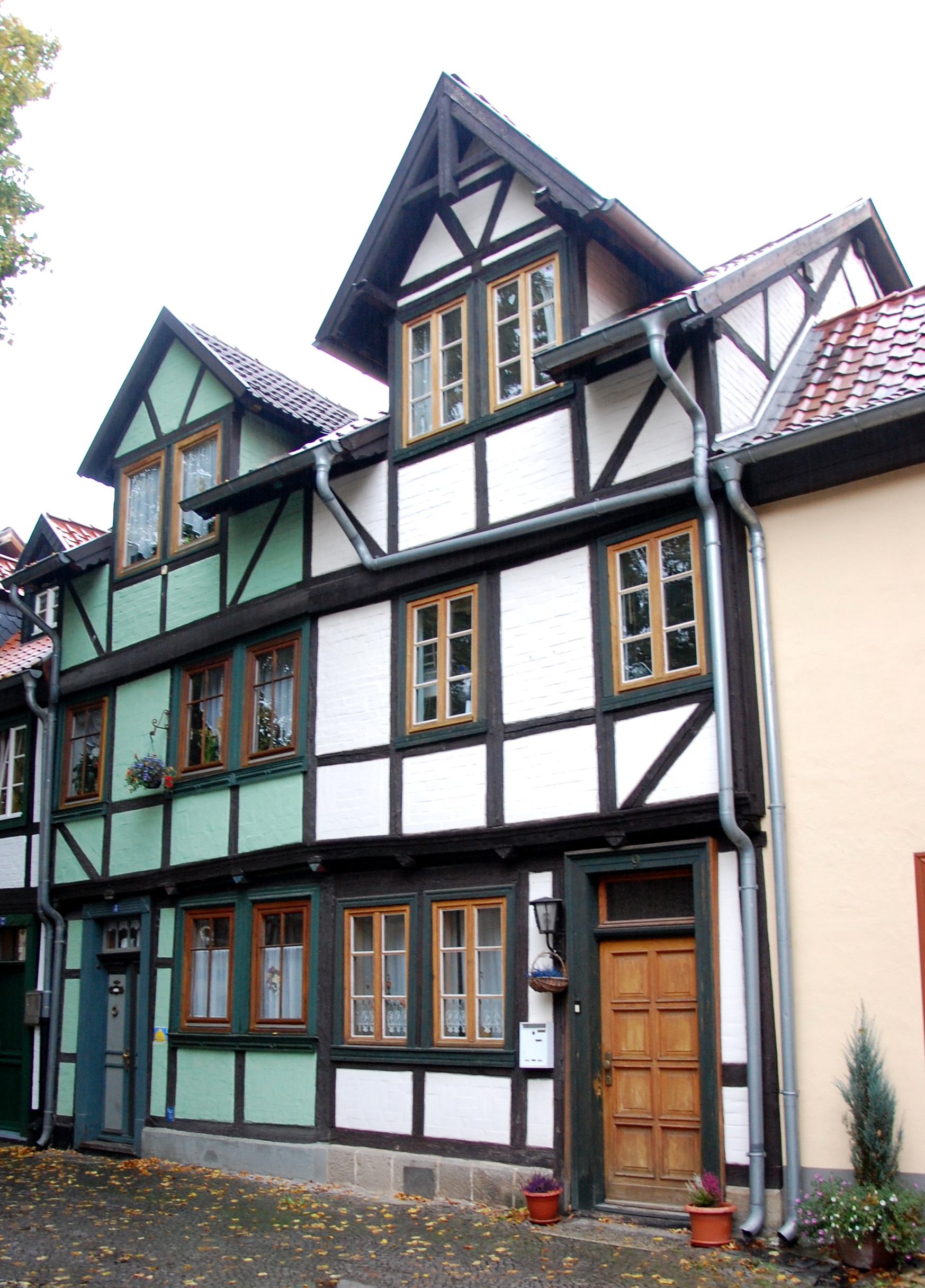
Kaiserstraße 8, 9

Das Haus Kaiserstraße 8, 9 ist ein denkmalgeschütztes Gebäude in der Stadt Quedlinburg in Sachsen-Anhalt.

## Lage
Es befindet sich in der historischen Quedlinburger Neustadt und ist im Quedlinburger Denkmalverzeichnis als Wohnhaus eingetragen. Östlich grenzt das gleichfalls denkmalgeschützte Haus Kaiserstraße 10 an.

## Architektur und Geschichte
In seinem Kern geht das zweigeschossige Fachwerkhaus auf die Zeit um 1720 zurück. Sowohl im Unter- als auch im Obergeschoss sind Teile noch im Original erhalten. Am Ende des 19. Jahrhunderts entstand auf dem Gebäude ein Kniestock mit zwei Zwerchhäusern. Vermutlich bestand das Gebäude ursprünglich als ein Haus mit nur einer Haustür, heute gibt es zwei Türen.
Bemerkenswert ist die Haustür der Hausnummer 8 aus der Zeit um 1820.